# Havárie An-26 u Čuhujivu
Letadlo An-26 Ukrajinského letectva se 25. září 2020 zřítilo u Čuhujivu v Charkovské oblasti Ukrajiny. Vojenské letadlo havarovalo při cvičném letu, při nehodě zahynulo 26 lidí.

## Nehoda
Podle ukrajinské státní agentury pro mimořádné události havarovalo vojenské letadlo An-26 při přistávání, zřítilo se 1 800 m od letecké základny.
Na palubě bylo 27 osob, sedm členů posádky a dvacet frekventantů charkovské Letecké univerzity Ivana Kožeduba. Na místě zahynulo 25 lidí, dva kadeti přežili, jeden s těžkými popáleninami zemřel v nemocnici následujícího dne.